# ニュータイプ
ニュータイプ （Newtype）は、『ガンダムシリーズ』に登場する架空の概念である。劇中においては、時空を超えた非言語的コミュニケーション能力を獲得し、超人的な感覚力と直感力と観察力と洞察力を持つ、新しい人類とされる人間を指すが、その概念は明確にされず、さまざまな解釈が可能で想像の余地を残した形で描かれる。ニュータイプに対して、彼等のような特殊な能力を持たない従来の人類はオールドタイプ（Oldtype）と呼ばれ、やや軽蔑の意味合いを込めて使われるケースも多い。
1979年のテレビアニメ『機動戦士ガンダム』においては、敵対勢力であるジオン公国側が提唱する想像上の概念として登場し、主人公アムロ・レイがそのニュータイプの定義に当てはまる存在ではないかとされつつも、誰もはっきりとした定義を明確にすることができないという体裁で描かれる。ニュータイプに覚醒した者も、覚醒していない者（オールドタイプ）にその概念を明快に伝えることができず、軍隊組織はニュータイプの能力の「電波妨害の影響を受けずに通信ができる」などといった部分的な側面を評価して軍事兵器に応用しようとしたり（サイコミュ、オールレンジ攻撃など）、劇中の指導者たちの選民思想と結びついたり、誤解のない相互理解を促す人類の希望として評価されたり、あるいは劇中に登場するロボット兵器「モビルスーツ」を操縦するための単なる技術の一種として評価されたりする。劇中ではニュータイプとは何かという問答がたびたび繰り返され、その評価や概念は二転三転していく。また、ガンダムシリーズの作品規模が広がるにつれてさまざまな作家がシナリオや設定に参加し、劇中でそれぞれの解釈でニュータイプを論じているため、同じ世界観を有するガンダム作品でもさまざまな解釈が分かれている。

## 概要
ガンダムシリーズのうちの宇宙世紀シリーズにおけるニュータイプとは、広大な宇宙空間の環境に適応し人類の中に出現する進化した人類と設定され、超能力（中でもテレパシーやサイコメトリーや透視や千里眼や未来予知。念動力はさすがに登場しない）の開花による認識力の拡大として、しばしば仏教的な悟りの境地のようなイメージで描かれる。モチーフとして、オカルト的な事象に疑似科学的な考証を加えることで、それを世の中ではなく人間の内面を変えていく原動力とみなすという、当時の若者から支持されていたニューエイジ思想の流行や、アメリカ映画『スター・ウォーズ』に登場する、同じくニューエイジ思想の影響下にある概念「フォース」の描写からの影響がみられる。
ガンダムシリーズ第1作である1979年のテレビアニメ『機動戦士ガンダム』では、第38話から第43話（最終話）までの短期間で唐突かつ急速に定義が確立し、1980年から1982年にかけて放映された劇場版三部作で整理され、以降のガンダムシリーズではこの定義を基本として語られていく。当初は主人公をエースパイロットに急成長させ物語を終わらせるために創出された設定ともいわれるが、以降のガンダムシリーズでも「時空を超えた非言語的コミュニケーション能力」とった核心の設定は一貫してみられ、この概念を創出した富野由悠季は、ある程度の筋道立てたテーマや設定といった構想の元でコントロールしようとしていた痕跡がみられる。
超能力という概念をロボットアニメに取り入れること自体は、ガンダムシリーズ第1作『機動戦士ガンダム』が放送された当時にはありふれたものであったが、その描写がSF的な説得力をもって味付けされ、「時間や空間を超えて他人の意思や存在と無意識のレベルで触れ合う」という抽象的かつ概念的な超能力観や、刺激的な「人類の革新」というイメージを付加されて描かれたことは、同年代のオカルトブームで描かれていたような超能力のイメージとは一線を画していた。1979年の『機動戦士ガンダム』で描かれた「認識力の拡大によって誤解なく人と人がわかり合える」というニュータイプの概念は、米ソ冷戦後の閉塞感ある世相の中で希望として受け取られ、ニュータイプの概念はガンダムシリーズという作品の枠を超えて独り歩きしていく。
一方、ニュータイプの概念を現実の比喩として受け取った人々の間では、「アニメなどの若者文化に熱狂し新しい価値観の理解者となった我ら若い世代こそがニュータイプであり、そのような新しい価値観を理解できない大人たちこそがオールドタイプである」などといった解釈もなされ、ニュータイプの概念は世代間の断絶を象徴する比喩としても受け取られていく。1985年の『機動戦士Ζガンダム』では、ニュータイプ同士の戦いが念動力や霊能力を駆使する古典的なサイキッカー同士の超能力戦のように描かれるようになるが、同時に劇中におけるニュータイプの扱いもネガティブなものとなっていき、同作から1986年の『機動戦士ガンダムΖΖ』、1988年の『機動戦士ガンダム 逆襲のシャア』にかけては、ニュータイプの概念に翻弄された人々が次々と命を落としてゆく悲劇的な物語が描かれる。1991年の『機動戦士ガンダムF91』以降の作品では積極的に描かれることが少なくなっていき、テーマ的な行き詰まりをみせていくが、これを1995年に地下鉄サリン事件を起こした宗教団体オウム真理教が、自らの教義を説明する際に「ニュータイプ」の概念を引き合いを出したことなど、当時の世相やカルト宗教との親和性と関連づける意見もある。
一方、宇宙世紀シリーズ以外の作品を含む富野が手掛けなかったガンダムシリーズの作品でも、ニュータイプの概念はオマージュされて導入されており、ニュータイプの能力が発現する際の「額に稲妻のようなエフェクトが走る」といった演出は、「お約束」として一般にも広く知られるようになった。

## 富野による概念の変遷と意図
テレビアニメ版『機動戦士ガンダム』では終盤の第38話で唐突に登場する「ニュータイプ」という単語だが、富野は『機動戦士ガンダム』企画書の段階で既に作中での「エスパー」（ニュータイプ）の登場を想定し、「人類の革新」を作品のテーマとすることを構想していた。一方でエスパー（超能力者）という概念は『機動戦士ガンダム』企画当時には既に、使い古され手垢にまみれた表現であった。富野はその概念を「エスパーという特異なもの」にすることを避けつつも、定義を曖昧にしたまま「人類の革新」という大義を想起させるような「ニュータイプ」という単語を当てはめることにした。富野が語るところによれば、終盤までその単語が登場しなかったのは、「ニュータイプ」という単語を思いつくまでに時間がかかったためであるとされる。
富野自身はニュータイプを「エスパー、超能力者と同じ程度の扱いか、それよりやや高い扱い」と意味づけていた。放送直後の当時の富野が語ったところによれば、その概念は「人間同士の思惟が直結することによりコミュニケーション（意思伝達）に誤解が生じなくなり、誤解なく通じ合った意思や考え方が重なり合うことにより相乗効果の増幅が得られる」というものであったとされる。しかし富野が製作段階で各脚本家にニュータイプの設定について意図的に説明しなかったため、スタッフ間でニュータイプの概念について統一した理解が構築されることはなく、安彦良和（後述）や星山博之といった主要なスタッフは富野が提示するニュータイプの概念に対して口々に違和感を表明している。
ニュータイプという概念に対して『機動戦士ガンダム』の当時のファンの受け止め方は、ニュータイプの設定を深掘りして科学的な観点からの考察を加えることに執心するSFファンからの流入層と、アニメで始めてSFに触れ、ニュータイプの概念を成長の比喩表現として受け取ったアニメファン層の間で二分されていた。一方で富野の関心や野心は、アニメでしか描けない形で現実世界を描くことや、ニュータイプという概念を用いて現実社会を改革することにあり、設定の深読みに終始するSFファン層には冷淡であった。
富野は1981年2月22日に東京都新宿区の新宿アルタ前広場で行われた「アニメ新世紀宣言」と題するイベントの中で、若いアニメファン層と劇中のニュータイプを重ね合わせるような声明を発表している。しかし富野のそうした発言は次第にトーンダウンしていくことになる。テレビアニメとして放送されたガンダムシリーズのうち、富野が手掛けた第2作目の『機動戦士Ζガンダム』（1985年）におけるニュータイプは、希望的に描かれた前作とはうって変わって悲劇的な存在として描かれている。

### 失敗という烙印
富野は2002年2月28日に放送されたNHKの番組『トップランナー』に出演した際、「性急な人類の革新」という危ういテーマを物語の中心に据えることは間違いであったとし、「『ニュータイプ』は失敗だった」と明言した。しかし、NTVで2003年8月11日放送された『爆笑問題のススメ』にゲスト出演した際、「ニュータイプ」という概念が主題に置かれ、「ニュータイプとは何か」「どうしたらなれるのか」という問いに、彼なりの解釈（「先入観や自分の尺度・概念で人や物事を見ない」など）を用いて答えている。
2019年のインタビューで富野は、30年間ガンダムシリーズを作り続けた意図が「人類が一挙にニュータイプになるというハウツー」を示し、世の中を教育することであったとしつつも、現実の世の中はそうなっておらず、自分が作品を通じて訴えていたことは伝わらなかったと語っている。

### 原作者が新たに見出したニュータイプの結論
富野は1991年の『機動戦士ガンダムF91』において、幾度となくファンから問いかけられる、どうしたら自分もニュータイプになれるのかという質問に対して考え続けて思いついた回答として「ニュータイプとは良き家庭、つまり良き父母がいる家庭を持っていることだ」という結論に達したと述べている。もっとも、それまでの富野がニュータイプを、家族的な概念とは対立するものとして描いてきたと指摘する評論家の宇野常寛（後述）は、これを富野の翻意であると指摘する。それまでの富野がガンダムシリーズで描いてきた（優れたニュータイプ能力者という設定の）主人公たちは、いずれも親との確執やディスコミュニケーションを抱えた人物ばかりである。

### 原作者と公式が考える最高のニュータイプ能力者であるカミーユ・ビダン
公式設定と総監督である富野由悠季によると、「カミーユ・ビダンは宇宙世紀史上最高のニュータイプ能力の持ち主である」とされている。 
2009年のインタビューで富野は、ここ1年間で考えた結論として、「我々は現在以上の能力を持てる可能性にチャレンジしなければいけない、チャレンジする意味もあるのではないか」「人にはそういう可能性はあるのではないかというシンボル」がニュータイプである、としている。
2020年8月2日のYahoo!ニュースに掲載されたアムロとシャア…頂上決戦の結果は!? ガンダムシリーズ「最強パイロット」ランキング（宇宙世紀編）においてガンダムの生みの親である富野由悠季氏は、カミーユについて「宇宙世紀史上最高のニュータイプ能力の持ち主」と公に評している。
2021年9月発行、kotoba2021 年秋号No.45 人類は「ニュータイプ」になれるのか 富野由悠季インタビュー71ページにおいて「カミーユが今まで描いてきたニュータイプの中で最高のニュータイプ能力者であると言い続けてきた理由に、ほんの短い期間ではありましたがカミーユに全能者を目指させようと思ったことがありました。だけど、現代の我々と大きく変わってないいない近未来の人間に、全能を目指すだけのキャパシティーはありません。結果としてカミーユの精神は崩壊しました。カミーユ自身の意思で全能者を目指したわけでありません。少なくともそのような描写は劇中ではしていないはずです。ただ明らかに戦闘者としての能力が傑出していたために本人の人間的な限界を超えたものを負わされ続けて人間としての成長過程も、意思を強靭にするための時間的猶予も与えられず全能者への道以外の選択肢が閉ざされていきます。」またまず全能型ニュータイプなど絶対に生れないと言っておきます。とも語っている。

### 実在の例
2022年の文化功労者受賞記念インタビューで富野は、藤井聡太（将棋棋士）と大谷翔平（野球選手）、そして電動航空機の開発事例を挙げて「具体的にニュータイプが現われた」と語っている。
また、2022年ロシアのウクライナ侵攻を受け、ウクライナのウォロディミル・ゼレンスキー大統領を「ニュータイプの芽」と評している。

## その他のガンダムシリーズの作り手や批評家の解釈
ガンダムシリーズはシェアード・ワールド化され、複数の作り手によって無数の公式作品、準公式作品、非公式な二次創作作品などが生まれている。そうした作品の中でもニュータイプの概念はしばしば物語の題材として取り上げられ、作家によって異なる解釈がなされてきた。
例えば小説家の福井晴敏は、後にアニメ化もされた小説『機動戦士ガンダムUC』を執筆するにあたり、過去のガンダムシリーズを検証した上で、1979年の『機動戦士ガンダム』から1988年の『機動戦士ガンダム 逆襲のシャア』までの富野由悠季監督作品で描かれてきたニュータイプの概念には一定の思想や法則性があり、これらがたとえ作劇上のご都合主義で生み出された概念であったとしても、それだけで切り捨てられる概念ではないと結論づけた。福井は過去のガンダムシリーズで描かれてきた、一見すると突飛にも見えるニュータイプの概念の通底に流れる論理を、意欲的に作品に取り込むことを試み、『ガンダムUC』の続編となる2018年の映画『機動戦士ガンダムNT』では、福井なりに咀嚼し、再構成したニュータイプの概念を解釈を作品内で見せている。
ただし、『ガンダムUC』『ガンダムNT』で描かれた再解釈はあくまで福井個人の解釈でしかなく、その解釈を巡っては論争もある。例えば評論家の宇野常寛は、ニュータイプの概念をはじめとする富野が取り組んできたテーマや問題意識は、ガンダムシリーズの世界設定を継承した後年の作り手たちの誰にも継承されなかったとし、福井が描いた『ガンダムUC』についても、富野の作品の表面的かつ安易な二次創作的な模倣にすぎないとして酷評している。福井が、富野が苦し紛れに作ったような設定であってもそれをプロの仕事として評価し、一切を否定せず意欲的に自作へと取り込んでいく方針である一方、宇野はそのような福井のスタンスに対して批判的である。
富野自身はニュータイプの設定について、後発のガンダムシリーズを手掛ける作り手から質問されても黙して答えないという立場を取る。富野は福井が手掛けた『ガンダムNT』のシナリオを「起承転結がしっかり組み立てられている」などとして評価しているが、福井がニュータイプ論を一歩押し進めようとしていることについては「あまり良いことだとは思っていない」とし、作家は独自性を持つべきであるという持論から「福井くんはそれでいいのかという疑問符」がつくと述べ、富野自身の後追いから抜け出してもらいたいとしている。

### 安彦良和による解釈
『機動戦士ガンダム』でキャラクターデザイン、アニメーションディレクター、および作画監督を務めた安彦良和は当時、ニュータイプという概念は「世代論」であるとし、富野に対して「それ以上なら賛成できない」と語っている。ただ、富野由悠季も『月刊ニュータイプ』創刊号（角川書店・1985）のインタビューで、「結局ニュータイプは世代論でしかないわけです」とほぼ同じ意味の発言をしている。安彦はまた、人間同士や国同士は解り合えないことが当然であり、あらぬ期待を抱くことが反感や絶望に繋がるとし、「ニュータイプ」は願望を究極的な夢として表現した幻想でしかないからこそ、劇中でアムロ・レイとララァ・スンは悲劇的な結末を迎えるのであるとしている。
安彦は富野のニュータイプ観を「マルクス主義の形を変えた反復」として苦言を呈している。安彦は『機動戦士ガンダム』制作当時から富野のニュータイプ観には強い違和感を感じていたとし、自身が『機動戦士Ζガンダム』以降のガンダムシリーズをはじめとする富野の仕事と距離を置くようになったのも、富野とのニュータイプ観の相違をきっかけに、これから先の富野の思想とは反りが合わないと感じたことが理由であったと述懐している。
額に一瞬のパルスが走り、瞬時に敵を倒すエスパー的な描写は、光瀬龍が指摘するように「古すぎる」ものであると認識し、ラストシーンで総てのキャラクターが意識の交感をするくだりをもって、若い世代は総てニュータイプの萌芽を胸に秘め、「百年戦争」のような暗澹たる未来へ終止符を打つ者たち、と定義している。ただし、これは、「今はもうそれぞれのガンダム」と言い切った安彦の私観である。

#### 『機動戦士ガンダム THE ORIGIN』での設定
後年、安彦は漫画作品『機動戦士ガンダム THE ORIGIN』を手掛けているが、そもそも本作を世に出すと決めた理由が、ガンダムのテーマが「人間はうまく相互理解できないが、ニュータイプ同士は相互理解できるので、未来はニュータイプのものである」という誤解が意図せず広まってしまった、或いは「ガンダムにはエスパーのような能力を持った『ニュータイプ』という設定があり、主人公はそうした力を備えている。この部分が歪められて解釈されていた。ガンダムって、宗教の解脱よろしく覚醒したニュータイプが世界を救うという話でしょって。（このような捉え方は）まったく違う。覚醒者もへったくれもない、人はどこまで行っても人だ。広い世界で小さな人間がどう生きているかというリアルな物語だったのに、いつのまにか飛び抜けた人間、特別な人間の物語に変わっていたのだ。選民思想の物語、何とも危うい。」という危機感が生まれたために、改めて自身の理解を世間に提示したいと感じた、と語っている。
『THE ORIGIN』作中の描写では、ニュータイプは以下のように特徴づけられている。
- ニュータイプは、常人とかけ離れた強い脳波を発する。
  - この強い脳波によって、ニュータイプ専用兵器である「サイコミュ」を動かすことができる。
  - この強い脳波によって、テレパシーに似た能力を持ち、通信機器を使わずにニュータイプ同士、またはニュータイプたり得る者同士でコミュニケーションが取れる。
  - さらに覚醒したニュータイプ同士では、深いレベルでの意識の交感が可能となる。
- ニュータイプは、常人とかけ離れた空間認識力を持つ。
  - これによって、優れたMSパイロットとしての潜在能力を持つ。
- ニュータイプは、予知能力を持つ。
  - これによって、ルーレットの出目を当てたり（ララァ）、敵の行動や位置を予測して行動したり（アムロ）、人為的に危険が起こされるのを巨大な悪意の存在として直前に感知（アムロ、ミライ、レビルなど）などできる。

一方、『THE ORIGIN』の劇中で描かれるニュータイプの概念にはどんでん返しの展開も用意されている。物語終盤の「ソロモン編」において、それまで優れたニュータイプとして描かれてきた敵役のシャア・アズナブルは、ニュータイプとしての頭角を現してきた主人公アムロ・レイに対し、オールドタイプとは異なる力を持ったニュータイプこそが宇宙の摂理を体現し、オールドタイプには不可能な人類の革新を成し遂げることができるのであるとする選民思想を語り、共に新たな時代を築くための同志としてアムロを引き込もうとする。一方でアムロは、シャアからはララァ・スンが持つようなニュータイプの力を感じられないとして困惑を示し、シャアの主張が空虚なものであることを指摘するのである。

### 福井晴敏による解釈
福井は、富野由悠季の作品を深く読み解きそのモチーフを探ることで、富野がガンダムシリーズの中で描こうとしていたニュータイプの裏設定に迫ろうとした。福井は富野が「ニュータイプは何かとひと言で言えるが、絶対に言わない」と発言していたことに着目し、富野が小説の中でニュータイプの境地を仏教的な悟りの境地と対照して説明していることや、『逆襲のシャア』の登場人物クェス・パラヤがインドでニュータイプになるための修行を積んでいたというエピソードなどを例示し、富野が思い描くニュータイプ像とは「仏様」のことであり、「人は死ぬと神の眷属になる」といった仏教的な死生観と近しい概念であるとし。そうであるとするなら、富野が描いてきた作品内の描写や台詞から推測される設定とも合致していると主張した。
福井は、富野によるソノラマ小説版『機動戦士ガンダム』の中でアムロ・レイとララァ・スンが意思を通わせる場面の描写や、富野が脚本を手掛けた『機動戦士ガンダム』『機動戦士Ζガンダム』の中でニュータイプ能力の片鱗を見せたさまざまな登場人物たちの台詞から類推される断片的な情報を根拠として、ニュータイプの正体は複数の思惟が重なり合って融合した時に生まれる複合知性体であるとした。また、宇宙世紀の世界には明らかに死者の魂が行き着く死後の世界が存在するとし、劇中で死後の世界を垣間見た登場人物の台詞などから、それもまた死者の魂が折り重なって融合した複合知性体であり、時間を超越した四次元以上の高次元へと移行した世界であると類推した。福井は（富野の作品で描かれてきた）ニュータイプの異常性を「死んだ人と会話ができること」「死後の世界の力を引き出すこと」であると指摘し、ニュータイプの概念と宇宙世紀における死後の世界の概念は近しい存在であり、通常は死によって得られる境地に生きながら到達した者こそが真のニュータイプとなるが、劇中の登場人物たちはその境地までには至ってはおらず、入り口に立った者に過ぎないのである、としている。
劇中のニュータイプ能力者が見せる、稲妻のエフェクトが走ってビーム攻撃を回避するような挙動も、高次元にある死後の世界と繋がる能力の一端と解釈される。宇宙世紀における死後の世界は、『機動戦士ガンダム』劇中でララァが死の寸前に発した「刻（とき）が見える」という台詞が示すように、三次元に加えて時間の軸が可視化された、四次元以上の高次元（多次元世界）である。そのような高次元の世界と繋がることによって、ニュータイプ能力者は未来を予知してビームを避けることができるのである、というのが彼の解釈である。あるいは、ニュータイプの素養を持つ者が高次元の世界（＝〝全体〟のいる世界）と繋がり、「時が見える」状態になっている間は、宇宙創造から終末までの全てを把握できる全知の存在となる。福井は、ニュータイプ能力者がビームの弾道をやすやすと避けられるのはこの能力の一端である、と解釈している。
一方で福井は、『Ζガンダム』の主人公カミーユ・ビダンの終盤における台詞や、霊的な存在となって彼を支える死者たちの台詞から、死後の世界が誰もがニュータイプになれる世界であるにもかかわらず、劇中において死が肯定的に受け入れられていない理由を類推し、高次元に達した死後の世界の複合知性体は、ただ存在するだけの存在であり、現世の物理に作用することができないというルールに縛られているのであろうと考え、死後の世界もまた生者の世界を必要としているのだろうと推測した。そのため高次の存在は、三次元の世界に人類を含む生命体を創造し、現世の人間が芸術作品の完成を待つかのように、宇宙世紀の全人類が真のニュータイプへと覚醒して高次の世界との融合を果たすのを待っているのだとする。真のニュータイプとなった人類が人の温もりとやさしさを維持したまま宇宙全体に働きかけられるようになるその時が「完成」なのであるとされる。福井はさらに、このルールには例外があるとしており、これはサイコミュやサイコフレームなど、宇宙世紀の戦場においてニュータイプ向けのモビルスーツを操縦装置として用いられてるテクノロジーを通じて、死者の世界は現世に物理的な形で干渉していると指摘した。『Ζ』の終盤の展開や、映画『逆襲のシャア』のクライマックスで描かれた、人の意思が物理的な力となって現れる現象は、そのようなテクノロジーを通じて、複合知性体となった死者や生者の力が物理的な力を得た描写であるとして理解される。
福井は『F91』以降の作品においてニュータイプの概念がほとんど登場しなくなったことについて、現実的にはカルト宗教の影響があり、富野が死生観を定義しすぎて若者に悪影響を与えることを危惧し、ニュータイプについて語ることを自粛した結果であろうとしつつも、劇中の世界では『F91』の時代までの間に人類がニュータイプの脅威に直面する何らかの事件があり、その影響であると考えれば辻褄が合わせられるという立場を取っている。
富野が他のスタッフや後発の作家に対してニュータイプの設定を明かさなかったのに対し、福井は『機動戦士ガンダムUC』の企画時点組み立てた前述のようなニュータイプの解釈を、OVA版『UC』の完結時に角川書店より出版された書籍『ガンダムUC証言集』（2014年12月発売）の中で公開しており、同内容の要約を、自身がストーリーを担当した2018年の映画『機動戦士ガンダムNT』のスタッフに伝達するなどして、作品内での概念の統一を図っている。

#### 魂と意識体
福井は、死後も生前に繋がりを持った者の前に現れるララァ・スンやフォウ・ムラサメの描写を根拠として、宇宙世紀の世界には明らかに、死後も存続する「魂」が実在していると指摘する。死者の魂は肉体が滅ぶと時間が可視化された高次元の存在、すなわち〝全体〟（後述）の一部となり、その意識や記憶は〝全体〟と共有されるが、生前にニュータイプ的な素養を持つ者との縁があれば、魂は〝全体〟の一部として高次元にありつつも、生前の意識を留める意識体として現れることができるのだとしている。
『機動戦士ガンダムＮＴ』×『機動戦士ガンダムオンライン』コラボレーション第二回の対談の場に、『機動戦士ガンダムNT』の脚本担当として招かれた際の福井は、発光現象の詳細を段階に分けて「第一段階では、サイコフレームが発動状態になると、人間の意思をエネルギーに転化する。第二段階では、サイコフレームの中に生きた人間が丸ごと入ってそれを己の肉体とすると、我々が住んでいるレベルの次元とは違う力を引き出せてしまうらしい」と語っている。
更に福井は本対談において、同様の現象が過去のガンダム作品でも見られることも述べている。例として、『機動戦士ガンダム』の最終決戦でアムロがニュータイプでない者に向けても脱出を呼びかけることが出来る、たくさんの幽霊達と一緒にΖガンダムが突っ込んでいった。どういう理屈か自分のエネルギー砲口が壊れるくらいビームを撃てるようになったΖΖガンダムは明らかに別世界の何かが流れ込んでいてそうなったという描写だと受け取り、ユニコーンガンダムはそれを踏まえた上で更に次の上の段階であるという、独自の見解を語っている。

#### 複合知性
福井は、富野由悠季によるソノラマ小説版『機動戦士ガンダム』の中でアムロ・レイとララァ・スンがニュータイプ同志の感応によって意思を通わせる場面の「人が見る究極の思惟」「コミュニケーションによって生まれた複合知性」というフレーズは、いずれもニュータイプの定義を指しているという解釈から、「1+1=∞」というのがニュータイプ同志の共鳴の公式であるとした。この「∞」とは、上記の真のニュータイプ、すなわち肉体を失うことなく〝全体〟の一部となりその力を引き出すことができるようになった人間のことである。ニュータイプと、宇宙世紀における死後の世界である〝全体〟は、肉体の生死という点を除いて同一のものであるとされる。すなわち、ニュータイプである主人公がヒロインと感応するなど、2人以上の者の間に感応が起きるとき、相手を窓口として高次世界（＝〝全体〟）との回線が開かれ、その知性と力がニュータイプの力として現れるのである。このため福井は、小説版『機動戦士ガンダムUC』（執筆）、劇場アニメ『機動戦士ガンダムNT』（脚本）、漫画『機動戦士ムーンガンダム』（ストーリー）といった、自身が関わる作品において、富野のガンダム作品に現れる死生観を解釈する中で、ニュータイプ能力の根源は宇宙世紀における死後の世界にあるという、自身としての結論に辿り着いている。この福井の考察によれば、宇宙世紀の人々は死亡して肉体を失うと、時間の概念が可視化された（＝刻が見える）四次元以上の高次元へと移行し、人間の魂が集まった集合精神の一部になるとされ、ニュータイプはその死後の世界と繋がることで、劇中に現れるさまざまな力や洞察力を発揮していると解釈している。
そして福井は自著やインタビュー記事の中で、「全体が一部、一部が全体でもある複合体」「高次の世界」「高次の世界に存在する魂の集合体」「天界」などさまざまな単語を用いてこの概念の説明を試みている。高次世界（＝〝全体〟）と繋がっている者は、その間は何かに守られている感覚を得ながらその意思を代弁する存在となるが、自らその回線を断って現世に留まった後は、その時の心理状態や感覚を正確に思い出せず、巨大なものに取り込まれ底知れない何かと直面していた恐怖感だけが残るのである、とされる。これは『Ζ』以降のアムロが宇宙に戻り、ララァの意識体と再会することを恐れているかのような描写などが根拠とされている。

##### 完成されたニュータイプ
福井は、『ΖΖ』の主人公であるジュドー・アーシタのような人間が増え、誰もが高次世界との回線を通じて相互理解を深め、複合知性（＝〝全体〟）の洞察力によって世界を運営していくことができれば、ニュータイプによる理想郷が実現できたかも知れないとしつつも、人知を越えた力を手にしながら人で在り続けるという矛盾した要求はジュドーには重すぎ、『ΖΖ』の結末では自らその可能性を放棄したのであろうと解釈した。
『機動戦士ガンダムUC』の原作小説のラストシーンでは、ユニコーンガンダムのサイコフレームを介して〝全体〟と接続された主人公バナージ・リンクスのことを、リディ・マーセナスが「共鳴を常態にした真のニュータイプ」と形容する場面があり、OVA版の『UC』では同様の場面でバナージが完成されたニュータイプになりつつあったとされる。福井はOVA『UC』完結後、同作のストーリー担当としてのインタビューでは、究極形態ユニコーンガンダム（光の結晶体）に対して、「（宇宙世紀の歴史に対して）僕たち自身の思いが矛盾している」が、「あの状態のバナージならば、地球上からすべての軍隊をなくすとか、そういうこともできてしまいます」とコメントしている。また、劇場アニメ『機動戦士ガンダムNT』の脚本担当としては「地球圏の全兵器を使えなくすることもできるし、過去に戻って争いそのものをなくすこともできる。でも、そんなことをやられた日には、世界はめちゃくちゃになってしまいます 」というアイデアも述べている。そしてまた、アニメ版『UC』ラストで（光の結晶体）が迫り来る連邦MSをサイコ・フィールド（人工物の分解）を用いて停止させたシーンについても「“刻”を巻き戻し、MSのエンジンが分解され組み立て前の状態に戻した」と、“時間操作能力”を交えて、アニメ設定にはない考えをコメントしている。だが、このような恒久的平和すら実現できる存在になれていたと解釈した場合に、それでもバナージが「人間」としてオードリーの下へ帰ることを選んだ事について、「これまでの（宇宙世紀の）ガンダムは、いつか辿り着く“完成されたニュータイプ”の地平を目指して諦めず生き続けよう、という話で、バナージは遂に“完成されたニュータイプ”になれたのかも知れない。なのに『よかったね、おめでとう』という気分にはならない。それはなぜかを皆さんに考えてもらいたいんです」という視聴者に対する問いかけを行っている。しかしながら同時に、「『なんで行っちゃうんだよ！』って誰もが思う。すごい矛盾しているんです。でも、その矛盾こそが人間の人間たる所、愛すべき所だと思うんです」、「今の世の中が完全というわけではなくて、当然改善されていかなくてはいけない。いわゆる“いい明日”を目指す志を持ち続けること。そのひとつの象徴としての“ニュータイプ”というものがあればいいわけですよね。だから『本当に神様になるバカがいるかよ』という所ですよね」と、具体的な演出意図を公言しており、事実上“模範解答”を自ら示している。この他、「完成された」という表現に対しては「「ニュータイプ」とは人の“可能性”であって、劇中のバナージがニュータイプの完成形と規定するつもりはなく、あくまで“可能性”の内の一つの形であって、完成形は他に何通りもあるものだろうと思っている」としており、バナージ・リンクスが辿り着いた“完成形”については「現状では、肉体を持ってニュータイプの境地に辿り着くには、バナージだけでは無理で、サイコフレームというメカニズムの力を借りることが必要だったのだろう」と、トランスヒューマニズム的思想を語っている。なお、アニメ『UC』の“もう一人の主人公”であるリディ・マーセナスについては、「リディっていうのは“普通の人”の代表なわけですよ。お姫様がいて、仮面の強敵がいて、“神様”になっちゃう主人公がいる所で、メインキャラクターで、唯一お客さんと同じ地平に最後まで足をつけていられる人なので。もし、そのまま描き切ってしまえば、リディは自動的に真の主人公にスライドしていくことになるだろうと思いました」と、バナージとの対比を語っている。

##### 真のニュータイプ
福井は、テレビアニメ版『機動戦士ガンダム』第41話で今際の際のララァに投げかけた「人はいつか時間さえ支配できるようになれるさ」というアムロの台詞を根拠として、真のニュータイプとは高次元（宇宙世紀における死後の世界＝〝全体〟）に生きながら到達し、時間を支配できるようになった存在であると定義した。福井の考えでは、時間の支配者となった真のニュータイプは神のような力を持ち、地球圏における全兵器の機能を停止したり、時を遡って歴史を書き換えることも可能であろうとされる。
福井は、死によって死後の世界の戸口を潜ってしまったララァは真のニュータイプではなく、ニュータイプの戸口に立つ者たちに囁きかけることはできても、現世に働きかける力を持たない、幽霊のような存在でしかないとしている。また、ガンダムシリーズの登場人物の中には人間でありながら高次元（＝〝全体〟）との繋がりを恒常的に維持し続けた者はおらず、真のニュータイプはいまだ現れていないのである、とも述べている。福井によれば、（富野が手掛けたガンダムシリーズの登場人物の中で）最も真のニュータイプに近づけたのは『Ζ』の主人公カミーユ・ビダンをおいて他にいないとし、『Ζガンダム』終盤の言説はニュータイプのなんたるかを検証する上で重要であるとしている。劇中でニュータイプと呼ばれる各主人公のアムロ・レイ、ジュドー・アーシタ、バナージ・リンクスは戸口に立つものでしかなく役目を終えたら高次の世界とのリンクを遮断してニュータイプではなくなっていくが、カミーユだけは戸口から高次の世界に入ってしまい、そこから精神が帰ってこれなくなったとも説明している。これは、TVアニメ『機動戦士Ζガンダム』最終話において、カミーユ・ビダンの精神が“向こう側”と繋がり過ぎてしまい戻れなくなってしまったのは、相対したパプテマス・シロッコに厭世観をつけ込まれてしまったために、〝全体〟が存在する高次の世界へと連れ去られてその一部となったと見なす、という解釈である。

##### 真のニュータイプとサイコフレーム
サイコフレーム搭載機のパイロットが真のニュータイプとなった場合、サイコフレームが周囲の人間の意思に影響を及ぼす範囲が極大化し、ニュータイプの素養の有無にかかわらず、サイコフレームを媒介として全人類の意思が双方向通信状態となり、全人類の間で精神のネットワークが構築されるとされる。このネットワークは、時空を超えた高次元に存在する死後の世界ではなく、現在を生きる世界中の人々の無意識によって構築される生者の世界へと繋がるものである。発動中のサイコフレームは、ネットワークに繋がった人間の意思を集積し、それを物理エネルギーに変化させることができ、その発露が映画『逆襲のシャア』のラストシーンで描かれた、小惑星すらも押し返すサイコ・フィールドの力である、というのが彼の解釈である。

### 宇野常寛による解釈
宇野常寛は、富野由悠季の発言の変遷と、ガンダムシリーズを生み出した時代の社会情勢や富野自身が置かれていた状況を照らし合せつつ、作品で描かれたテーマ性の観点から、ニュータイプの位置づけを評論している。宇野はニュータイプの概念のモチーフを、革命に失望した後の「世の中ではなく自分の内面を変える」という、ニューエイジ思想をはじめとした若者文化にあるとしつつも、情報化社会の感性に適応した若者世代の比喩でもあったとする。宇野の解釈では、そうした概念は未成熟なまま虚構を通じて社会と関わるネオテニー（幼態成熟）的な概念であり、親子の血筋や性差に縛られた家族的なものと相対する疑似家族的な共同体を体現するものであるとされる。一方、富野がニュータイプを主人公の急成長に説得力を持たせるために用い、その成長を「大人への成熟」ではなく「超越者への覚醒」として描いたことが、架空年代記の中の成長物語に仮託して現実を描こうとした『機動戦士ガンダム』初期の構想を破綻させ、やがて富野自身を呪縛するものになっていったと評する。
宇野は、富野が描こうとした『機動戦士ガンダム』の物語を、矮小な存在としての家族（アムロの父親であるテム・レイ）の喪失に始まり、父親が家族を省みずに没頭した工業製品に過ぎないもの（ガンダム）を身体として与えられた主人公が、ニュータイプとしての変化に適合することによって血縁の呪縛を乗り越え、疑似家族的な共同体へと帰還することで、「父」にならない成熟モデルを描いていると定義する。ニュータイプ的な概念は後年の『伝説巨神イデオン』におけるイデ、『聖戦士ダンバイン』におけるオーラ力といった形で、ガンダムシリーズ以外の富野作品の中で引き継がれていくが、富野自身は『機動戦士ガンダム』の結末で示された理想としてのニュータイプには懐疑的で、やがてニュータイプという概念に仮託して描こうとした現実に失望するようになり、富野の失望感はガンダムシリーズの劇中で、理想化されたニュータイプの象徴である主人公と敵対する側の思想へと色濃く反映されていったとする。
富野にとってニュータイプの概念は、時代に対する批評を表現するための手段となり、その描かれ方は否定的なものへと変化していった。そうした中で富野は『機動戦士Ζガンダム』で、ニュータイプ同士の感応が象徴する情報化社会の未来を、相互理解ではなく、相容れない同士がエゴを衝突させる決定的な断絶となることを予見していたと宇野は指摘する。つまり宇野によれば、TwitterのようなSNS上で不毛な論争を繰り広げる人々こそが、富野が予見していたニュータイプの現実の姿である。宇野の解釈では、『Ζガンダム』の主人公カミーユ・ビダンはニュータイプへの覚醒を通じて相手を相容れない敵として認識し、死を救済として肯定するような危険思想に傾倒した結果、発狂し破滅した者と解される。また宇野によれば、映画『機動戦士ガンダム 逆襲のシャア』で描かれた敵役シャア・アズナブルの人類に対する絶望は、富野自身が作品を通して描こうとしてきた「ニュータイプ」の概念への失望感を反映したものであるという。宇野は『Ζガンダム』の後半以降にしばしば見られる、ニュータイプが発現する念動力や霊能力といったオカルティックな能力の一面を、ニュータイプの概念が提示される以前の超能力描写に後退するものとし、富野がニュータイプの概念を肯定的に見ることができなくなった結果であると評する。
宇野は、富野の問題意識は最終的に、ニュータイプを更に推し進めた思想が『イデオン』や『∀ガンダム』で描かれてきたような人類を裁く人造神と再び対峙し、今度こそ試練を克服する物語へと帰結すべきだったと批評しつつ、『機動戦士ガンダムF91』以降から『ガンダム Gのレコンギスタ』にかけての富野が、母胎への回帰や輪廻転生、ニューエイジといった古びたテーマへと後退していると指摘している。例えば『ガンダムF91』は、母親との和解を描くことで、当初は対立する概念であったニュータイプと（血縁的な）家族的共同体の和解を試みたものと読み解けるが、フィクションの中で綺麗事を描くことに関心のなかった富野の失望感は父性的な象徴としての敵役である鉄仮面ことカロッゾ・ロナへと投影されており、ニュータイプは人の革新ではなく家族論へと縮退していると宇野は評する。宇野によれば、1998年の監督作品『ブレンパワード』は、（ガンダムシリーズとは異なる作品ながらも）テーマ的には行き詰まったニュータイプ思想の幕引きと読み解くことができるとしている。宇野は、2005年から2006年にかけての劇場版『機動戦士Ζガンダム』（新訳Ζ）における路線の変更についても、富野は当時の問題意識を取り下げたにすぎず、ニュータイプの概念をアップデートするものではないと評している。

## 宇宙世紀におけるニュータイプ

### ニュータイプとは
宇宙世紀を世界観とするガンダム作品におけるニュータイプとは、「ジオニズム」を提唱した思想家ジオン・ズム・ダイクンによって初めて出現が予言された、宇宙に適応進化した新人類を指す。ダイクンは演説で、宇宙という新しい環境が人に新たな変革を要求する時、猿から人への変革を第一の人類のルネッサンス、封建から中世の文明を得た人類を第二の人類のルネッサンス、宇宙を得た新しい人（ニュータイプ）が第三のルネッサンスであると位置付けた。また、ニュータイプはより広大な時空をも一つの認識域の中に捉える事で、一つ一つの事々へのより深い洞察力とより優しさを持った人であると定義した。
しかし、ザビ家がダイクンを暗殺後、ジオン共和国は彼等に乗っ取られてしまい、ニュータイプの概念も歪められてしまった。ザビ家が地球連邦政府に宣戦布告して勃発した一年戦争では、戦場で目覚ましい戦果を上げたアムロ・レイ、シャリア・ブル、ララァ・スン、シャア・アズナブルらニュータイプが初めて観測され、ニュータイプは現実の存在となった。しかしその能力が戦時下で発現した結果、ダイクンが考えた「宇宙という過酷な環境で認識能力を拡大し慈愛に満ちた精神を得た人類」とは縁遠い、戦争の道具として利用される事となった。
『機動戦士ガンダム』の続編『機動戦士Ζガンダム』の小説『第四部 ザビ家再臨』では、ニュータイプとは本来、人が宇宙をも生活圏に取り入れた時にその拡大した空域を正確に認識にする力を持った人々であるとされている。ニュータイプは地球以外の空間を理解、把握し、かつ実際の生活に必要な通信と理解の手段を持ち得る生物であり、現在の高等生物という以上の、ハイパー・サピエンスと言える人々なのである。

### ニュータイプ能力とは
ニュータイプは宇宙という巨大な空間で生きてゆく必要性から、巨大空間を凌駕して人間同士が共感し得る能力を身につける事が出来る人々であり、手段としてテレパシーというようなものを使う。別の言い方をすれば人々を分け隔てる空間と時間の障害があったとしても、それを超えて共感し合える『愛』を共有する事が出来る人々とも言える。テレパシーのような能力を得るために人は事態をより正確に見定めるようになる。ニュータイプは眼の前の事事から類推される事態がどう推移して、どのような事態を生むかを予測することが出来るが、そのような能力を現在の人間は予知能力と言ってしまうのである。テレパシーや予知などの能力を総合的に身に備えた人の出現は、宇宙を生活圏にした人類が近い将来に当然手に入れることが出来る変革の結果にもかかわらず、オールド・タイプに属する人から見ると、ニュータイプは超能力者に見えてしまうのである。
U.C.0079の機動戦士ガンダムではサイコミュを搭載してない機体でアムロ・レイ、サイコミュを搭載した機体でララァ・スンが、戦場での共感の果てに対話を行った。その声を聞いたシャア・アズナブルは、この共感の仕方こそニュータイプであると思い知らされたのである。
『Ζガンダム』では、ニュータイプとしての能力が特に秀でた者の肉体、もしくは本人が搭乗しているMSからオーラが迸るような描写がなされた（キャラクターの性格や状態によって描写が違い、怒りに燃えるカミーユの赤いオーラや、キュベレイの背後に悪鬼のように浮かび上がるハマーンの影などがあった）。他にジェリド・メサとエマ・シーンも、カミーユやシャアには及ばないながら、僅かにニュータイプとしての資質を見せる描写があった。

#### サイコ・ウェーブ（感応波）
ニュータイプは認識能力の拡大により人並み外れた洞察力・直感力・空間認識能力を持ち、独特の感応波（脳波、サイコウェーブ）を発する。この感応波によって、離れていても他者やその状況を正確に認識し、意思疎通を行う能力を発揮する。そのため、敵を視認することなく「気配」で探知し、さらにその機動を先読みして攻撃、一方では敵の攻撃を察知して回避するなど、戦闘において圧倒的な力を発揮することになる。また、感応波はミノフスキー粒子に干渉する性質を持ち、圧（殺気、プレッシャー）を受けることで高まる。これは言ってみれば「不完全な共感」であり、相手の敵意のみを感じ取った状態となる。
また、アムロ・レイがビグ・ザムを大破させられても小銃一丁で戦おうとするドズル・ザビの背後に恐ろしい幻影を見たように相手の思念を感知できるからこそ、確固たる立場や譲れない意志（悪く言えば「片意地張っている」）といったものをもつ人間に対しては「理解は出来ても和解は出来ない」というジレンマも引き起こしている。

#### サイコミュの使用
ニュータイプはサイコミュ（サイコ・コミュニケーター）というメカニックを併用することにより、感応波によってビットやファンネルといった遠隔誘導攻撃端末を操作することが出来る。歴史上、最もニュータイプ能力が高いと謳われるカミーユ・ビダンおいてはΖガンダムに搭載された準サイコミュ機器「バイオセンサー」をオーバーロードさせ、ビーム兵器の出力を過剰に増大させる、攻撃を無効化するバリアを展開する、強大なサイコウェーブによって敵機のモニターの計器を混乱させたりMSそのものを金縛りになったかのように機体制御不能に追い込むといった現象を起こし、共感能力の拡大によって大勢の死者の思念を集め自分の精神に取り込み同化させている。『ガンダムΖΖ』では、ジュドーもまた地球にいるカミーユや死者の思念の助けを受けて分離していた機体を引き寄せ合体させる、砲口が溶けるほどの出力のビームを発射するなどの現象を起こした。『逆襲のシャア』では、『アムロ』とシャア・アズナブルがサイコミュのコンピューターチップが鋳込まれた新素材『サイコフレーム』の共鳴現象で敵味方なく協力を取り付け、最終的に人類史上最初にして最大の力場を発生させアクシズの地球落下を防いだ。
なお、アルレット・アルマージュのように、ニュータイプだが（強い感応波を発せられるが）サイコミュには対応出来ない者も、少数存在している。

### ニュータイプ能力の発現方法
ニュータイプの能力発現には心身に強いストレスを受けることを必要とされているようで、アムロの場合は危機的状況と重圧が長く続いたことや、親しい者との別れや死が契機となっている（両親と生き別れた上に、ランバ・ラル、リュウ・ホセイ、クラウレ・ハモンと立て続けに大切な存在を亡くしており、セイラとミライの場合もほぼ同様）。ライバルであるシャアがニュータイプへ覚醒したのも、アムロの手によってララァを失ったことによるものだった。
人工ニュータイプである強化人間も、記憶操作によって強いストレスを与えられている。フォウ・ムラサメは本名や記憶を奪われており、ロザミア・バダムはコロニー落としで兄と生き別れたという偽の記憶を植え付けられた。
地球圏を遠く離れて暮らす宇宙居留者からは、木星帰りのシャリア・ブルやパプテマス・シロッコ、アステロイドベルトにある小惑星アクシズで長年暮らしていたハマーン・カーンのような高いニュータイプ能力を持つ者が出て来ている事から、過酷な環境もニュータイプの発現要因なのかもしれない。
しかし、上記の独自研究は公式の見解と全く異なっており、ダイクンの定義では、ニュータイプは地球を離れたスペースノイド(宇宙生活者)が覚醒するものとしており、実際に地球で生まれ幼少期を過ごしていた元アースノイド（地球生活者）のアムロ・レイとカミーユ・ビダンも宇宙に出て生活を続ける事で覚醒を果たした。
付け加えるならば、宇宙に出ることなく地球で生活をしていたララァ・スンは、シャア・アズナブルに見出された時に、高高度からある一点を数ミリの誤差なく特定したり、変装したシャアを生粋のジオンであると見破るなど不思議な能力を見せている。また数十年後には、フォンセ・カガチが地球からニュータイプが生まれるとの説を唱えた。それと符号するかのように、地球で身籠ったミューラ・ミゲルは出産の前に白いフワッとしたものが現れ、新しい子ニュータイプを授けるという夢を見て、出産した子供ウッソ・エヴィンは夢の通りニュータイプの素養を持っていた。

### ニュータイプの概念変化
アニメ映画『機動戦士ガンダムII 哀・戦士編』の時代・U.C.0079では、レビル将軍は軍の公式見解ではなく私見と断った上で、「ニュータイプとは直感力と洞察力に優れた人間と考えている」と述べた。また、『機動戦士ガンダムIII めぐりあい宇宙編』では、厭戦気分をカバーするための宣伝とした上で、ニュータイプとは「戦争なぞせんで済む人類のこと」で「超能力者達のことではない」とした。
『機動戦士ガンダムUC』の時代・U.C.0096では既に、作品世界内の大衆世論は「明確な定義を持たず可能性しか示さないニュータイプに飽き」ており「撃墜王と同義」程度の認識になっていることがカーディアス・ビストの口から語られた。
シャア・アズナブルやアムロ・レイなどが世にニュータイプという存在を知らしめ消息を絶ってから30年を経た『機動戦士ガンダムF91』の時代・U.C.0123では、一般市民の間でニュータイプという概念そのものが薄れており、戦時下でニュータイプ能力を覚醒させていったシーブック・アノーもニュータイプとは「パイロット適性がある人」という程度の捉え方をしていた。ただし、ザビーネ・シャルはMSに乗ってすぐに編隊を組んだセシリー・フェアチャイルドを見て、「ニュータイプはあるがままを見ただけで、そのものの本質を洞察できると云われているが、信じたくなった」と語っており、本来の意味付けに近いニュータイプ観を受け継いでいる人々も少なからず存在している。
『ガンダムF91』から80年ほど経った『ガイア・ギア』においては、アフランシ・シャアやウル・ウリアンといったニュータイプが出現している。同作ではニュータイプの考えが多様化しており、地球連邦政府の警察機構マハでは、スペース・コロニーという温室が、治療の根本を考え直させ免疫不全症を押さえる治療が完成した後、人類は自由になったが何をしたらいいか分からなくなって趣味の自殺までが流行る時代となった。この汚染された環境を乗り越える理性を持っているとされる人々がニュータイプであると考えられていた。また、ニュータイプは絶対安心の境地で死に至るまで、幸福でいられる人間である。イエス・キリストのようであっても、十字架にかけられることなく、キリストであり続けられるのが真のニュータイプであるとも考えられていた。地球の特別区で育った少女エヴァリー・キーは、ニュータイプは善き人々で誤解せずに理解しあえ、永遠に共存し得る人々だと考えていた。反地球連邦組織メタトロン では、ニュータイプになるには、現在の問題がどこにあるのかを見極め、その夾雑物を排除する訓練をするしかない。その過程で、理性と想像力を強化すれば、人類全てがニュータイプになれると思われていた。また同組織では、ニュータイプの能力というのは武術と同じように、個にしか向かわないという問題がある。ニュータイプになった方法というのは、他人には伝えられず、あくまでも個として、習練しなければならないもので、組織に敷衍させられる能力ではないと考えられていた。

### 強化人間の開発
ニュータイプの超常的な能力を実感した軍は、軍事利用を目的として後天的にニュータイプと同様の能力を持つ兵士を生み出そうと試みた。その所産が強化人間（人工ニュータイプ）である。彼らは、非人道的な肉体改造や投薬、精神調整の結果生み出されたもので、精神的に不安定になったり、本来の人格を壊され異常に攻撃性が強くなったり、偏狭的になったりしている。これとは別に、元々のニュータイプとしての能力を人工的にさらに高める技術も生み出されていた。
ニュータイプと強化人間の間に能力的違いはなく、両者に共鳴は起こる。実体験により段階的に能力を覚醒させるニュータイプと異なり、改造強化で能力を引き出された強化人間は大きな成長が見込めないという点が異なる（むしろ、成長してしまうと扱う側に不都合を生じる）。
一年戦争当時、ジオン公国軍では通常では考えられないような能力を発揮したパイロットをニュータイプと捉え、彼らに対応した兵器の開発が為された。その結果、ニュータイプ専用機と呼ばれる新しいタイプの兵器が完成した。また、戦後はそれらの技術が連邦側に接収され、それを元に強化人間等の研究・開発も行われている。

### サイキッカー
サイキッカーとは、TVアニメ『機動戦士Vガンダム』に登場する、ニュータイプのように感応波を発するだけにとどまらず、特殊な能力（ヒーリングやテレパシー）を持つ人々を指す。劇中の時代背景（宇宙世紀0153年以降）を同じくとする漫画『機動戦士クロスボーン・ガンダム 鋼鉄の7人』、及び漫画『機動戦士クロスボーン・ガンダム ゴーストにおいても描かれている。サイキッカーとニュータイプが同一の存在で時代の変遷による呼称の変化なのか、ニュータイプが新たな能力を覚醒させた存在なのか、それともニュータイプとは全く別の突然変異種なのか劇中で詳しい説明はないが、巨大サイコミュ要塞エンジェル・ハイロゥを稼働させているため、サイコミュへの対応は可能である。該当する人物は、シャクティ・カリン、マリア・ピァ・アーモニアなど。なお、彼女らが各種ゲームなどに出演した場合、ニュータイプとして分類される場合がほとんどである。

### ネクスト・ワン
ネクスト・ワンとは、「月刊ホビージャパン」の連載企画『TYRANT SWORD Of NEOFALIA』（アニメーション作品群の時系列から独立する作品）に登場した、ニュータイプの亜種、あるいは変種と考えられている物。特徴として、機械システムもしくは人工知能に対するコミュニケート能力が突出している点があげられる。スレイヴ・ソードと呼ばれる無人機をコントロールするため、タイラント・ソードの操縦者にはこの能力が必要とされる。また、タイラントも含んだソードと呼ばれる機体群は、ネクスト・ワンによってのみ作動し得る機動兵器であり、その内包するシステムによって時空間をも制御することが可能である。

### 宇宙世紀の世界における死後の世界
福井が考察する“死後の世界”について、福井作品内での言及としては、2009年に完結した原作小説版『機動戦士ガンダムUC』のラストシーンや、その外伝小説として執筆された『機動戦士ガンダムUC 不死鳥狩り』内での言及があり、いずれも単語をダブルミニュート（ノノカギ）で囲った「〝全体〟」という表記を用いてこの概念が説明されている。福井がストーリーに関わったガンダムシリーズ作品では、『機動戦士ガンダムUC』原作小説の「虹の彼方」、映画『機動戦士ガンダムNT』での「魂のフィールド」（福井が手掛けた脚本を小説化した『小説 機動戦士ガンダムNT』では「魂が集うフィールド」）、漫画『機動戦士ムーンガンダム』での「大いなる源」などの概念が登場するが、これらが相互にどのような関係を持つかについては言及されていない。

#### 〝全体〟
小説『不死鳥狩り』では半年前に死亡した強化人間のリタ・ベルナルが〝全体〟の一部となっていて、彼女の魂がモビルスーツのフェネクスに宿り、〝全体〟は活動している。小説『不死鳥狩り』においてリタと幼馴染のヨナが劇中終盤、世界の界面でリタと再会した際には彼女曰く「こちら側では一人という存在の捉え方が違う」ので、ヨナの持っている幼少期のイメージのままリタの姿形や声が留められていた。しかし、直前にヨナが過去の映像でリタの悲惨な姿を視ていたため、リタの顔は判別出来なくなっていた。オールドタイプのイアゴ・ハーカナは、10年以上前からそちら側に引っ張られており、死ぬ間際には〝全体〟の一部であることを受け入れ始め、「声」を聞く準備が出来ていた。そしてヨナ・バシュタの手で死亡するとイアゴは〝全体〟の一部となって、彼の声がヨナの戦いの手助けをした。
劇場アニメ『機動戦士ガンダムNT』においては、人は死ぬと魂とでも呼ぶべきエネルギー体となるという仮説がミシェル・ルオによって語られている。この仮説では、ニュータイプとは魂から発する未知のエネルギーを操り現実に働きかける者で、サイコミュはときにそのエネルギーを集め、物理的な力に変えてモビルスーツに作用するのだとしている。

#### 刻
福井が著した小説の物語内では、宇宙世紀の人間は死者になり、〝全体〟の一部になると、時を見ることができるとされる。詳細にいえば、魂が肉体を離れ、より高い次元、つまりは時が見える世界へ移行するのだと言う。これは福井が、アニメ『機動戦士ガンダム』においてララァ・スンがアムロ・レイに殺害された今際の際、「時が見える」と言い残した場面を根拠とした解釈である。このため小説『不死鳥狩り』において死者となり〝全体〟の一部となったリタ・ベルナルは、「刻」を見ることが可能であると描写されている。『不死鳥狩り』では、ヨナ・バシュタが「いつか命をもったまま、人間は刻を見られる日が来るかもしれないが、それは千年後もしくは一万年後なのか？」と聞いたが、リタから明確な返答はなく終わる。
人間は産まれて、生きて、肉の時間を終えれば〝全体〟へと還ってくるという循環運動を繰り返している。人間の心はこの循環運動に意味を見出そうとするが、〝全体〟はそれを見越してこの永久反復を繰り返しているのかもしれない。全ての人間が高次の存在へと進化し、「刻」を見られるその日が来るまで何千年、何万年、何億年の時間がかかろうと、それは〝全体〟にとっては並列に見渡せる刻の積層でしかなく、その間に積み重ねられた人間の無念や犠牲も星の瞬きほどの意味もないだろうとヨナは推察している。
小説『不死鳥狩り』では、サイコシャードが準備の出来ていない人類に「刻」を見せてしまう危険性から、ネオ・ジオングを破壊するため〝全体〟がフェネクスを送り込んだとされる。

##### 既知
小説『不死鳥狩り』では、〝全体〟からニュータイプ能力者へと、全知の知識がもたらされると設定されており、これを「既知」と呼んでいる。同作において、〝全体〟の宿るフェネクスの近くにいたヨナには、「既知」が体に度々流れ込んだ。〝全体〟の中にある他者の「既知」が、自身の「既知」と溶け合って自分のものになってゆく圧迫に堪えながらヨナは、知らなかったネオ・ジオングの正体やサイコシャードの原理などを急速に理解し、パイロットとしての腕前も飛躍的に向上している。
『不死鳥狩り』の物語の中でヨナは、リタの記憶も含む「既知」にアクセスすると可視化された「刻」を通して、病院のベッドに横たわりフェネクスとの連動に不必要な記憶を尽く消去されそうになっている過去のリタの映像を視ている。『既知』が囁く所によれば「向こう側と繋がったこの命と肉体をもって世界の理を体現し、あってはならぬものを排除してみせる、それこそがニュータイプである」と言う。最終的にヨナはニュータイプとして、ヤクト・ドーガがドッキングしたネオ・ジオングを排除している。

#### 行動目的と制約
小説『不死鳥狩り』で〝全体〟は、時空をも操る力を発揮して世界の界面に穴を穿ち、準備が出来ていない現世の人々に「刻」を見せてしまう可能性のあるネオ・ジオングを破壊するために行動していた。しかし、彼等は高次元に移行しているため、全身をサイコフレームで形づくられ肉体の代わりとなれるフェネクスという依代があっても向こう側の世界からこちらの世界に干渉はできず、聞こえる人に声を伝えることしか、見届けることしか出来なかった。ネオ・ジオングというこの世にあってはならないものの始末は、この世界で生きる者の手によって為されねばならない、命の起こした事は命でしか贖えないという制約があったからである。そこで、フェネクスに魂を乗せたリタは助けを求め、その声を聞いたリタの幼馴染であるヨナは、ニュータイプの素養をほんの少しばかり持っていたこと、リタのことを悔いる心が回線を開いてリタという形を通して〝全体〟と繋がった。結果、フェネクスに乗り込むと真の力を解放してネオ・ジオング（ヤクト・ドーガ搭載）を破壊した。

## アフターウォーにおけるニュータイプ
アフターウォー（『機動新世紀ガンダムX』）を世界観とする作品におけるニュータイプは、作中で語られる戦後世界においては「人類の新たなる革新」と明確に定義されている。
第7時宇宙戦争以前の地球連邦（旧連邦）は、ニュータイプを積極的に軍事利用し、専用のシステムであるフラッシュシステムやサテライトシステムなどを開発しており、戦況の流れを一変させることができる者にその呼び名を使用していた。
『ガンダムX』では、精神的なショックなどのために「能力を失ったニュータイプ」が登場する。また、第7次宇宙戦争でその全てが命を落とすか再起不能になったため、この世界で人為的によるものではない生まれながらのニュータイプは極めて稀で、作中で登場したのはティファ・アディールとアベル・バウアーのみ（共にフラッシュ・システム適合者）である。また、ニュータイプ能力を持つ者は人間に限定されないようで、それと思しき能力を持つ白いイルカが登場した。しかしティファは、アベルが覚醒した際に感じたプレッシャーから、アベルは自分やルチル・リリアントとは違うと感じていた。
『ガンダムX』のニュータイプは宇宙世紀シリーズ以上に「戦争の道具」と見なされており、地球連邦（旧連邦）・宇宙革命軍共にニュータイプ専用機を投入したのみならず、ニュータイプを新兵器の生体部品として利用する研究も行われていた。先の大戦で双方とも壊滅した後もこの傾向は変わらず、新連邦は戦争兵器としてニュータイプを求めていた。宇宙革命軍では、思想統制および選民の道具としてもニュータイプを利用している。
これに対して、ニュータイプ兵士として世界崩壊の引き金を引いてしまったジャミル・ニートは、ニュータイプは新しい時代を切り拓くための存在であるべきだと考え、彼らを保護する活動を始め、当時の宇宙革命軍におけるジャミルのライバルでもあったランスロー・ダーウェルも、後にジャミルの行動に共感を示すようになった。
物語の最終局面で三者はそれぞれ、この世界のファーストニュータイプと呼ばれる存在と接触すべく、月面の「D.O.M.E.」という施設を目指し、そこでファーストニュータイプと呼ばれた存在を内包したD.O.M.E.の意思から、「ニュータイプという概念は人間が作り出したもので、幻想に過ぎない。ニュータイプと呼ばれる者たちは異能者ではあるが、異能力と人類の革新とは別である」というメッセージを受け取る。
異能者であるにもかかわらず、専用のシステムを起動させられなかったがゆえにニュータイプと似て異なる「カテゴリーF」なるレッテルを貼られたフロスト兄弟は、その屈辱から両軍首脳を抹殺し、自分たちを否定した世界を滅ぼそうとする。

### カテゴリーF
カテゴリーF（ - エフ、Category F）は、ニュータイプの素質がある人間を探していた段階で発見された分類の一つ。ESP的な能力を持ち、一時はニュータイプと持ち上げられたが、フラッシュシステムに適応できないという理由でニュータイプの枠から外され、隅に追いやられる存在となった。「F」はフェイク（fake=紛い物）の頭文字から取られている。
作中ではシャギア・フロストとオルバ・フロストの2人がカテゴリーFに分類された人間として登場し、彼らは物理的距離に関係なく兄弟同士の間だけでテレパシーによる意思疎通・感覚共有を行う「ツインズシンクロニシティ」という能力を持っていた。また、エスタルドでニュータイプ候補とされその試験を兼ねた戦闘に投入された士官たちは全員撃墜、殺傷された後の報告で「カテゴリーF」と判定を受けている。
ゲーム作品では「カテゴリーF」という能力クラスとして表現される場合が多いが、原義ではあくまで「フラッシュシステム非対応の特殊能力保持者ないしは兆候のある者」であり、能力そのものの呼称ではない。

## 正暦におけるニュータイプ
正暦（『∀ガンダム』）を世界観とする作品では、過去のニュータイプはみな外宇宙に出ていってしまい、太陽系圏内にはもはや存在しないという設定がある。

## その他の作品との関連
『機動戦士ガンダム』以降の富野由悠季の作品にも、ニュータイプの概念やそのテーマ性はしばらく継承されており、アニメ論評の中で関連づけて語られる場合もある。
また、富野が参加しなかった宇宙世紀シリーズ以外のガンダムシリーズにおいても、主人公またはガンダムの特殊能力はシリーズの約束事として継承され、「ニュータイプ」という単語が登場しないながらもそのアイデアを取り入れたり、オマージュが見られたりするものもある。

### 『伝説巨神イデオン』
1980年に富野が監督を務めた『伝説巨神イデオン』には、人類の集合無意識を集積し、それをエネルギーに変換する「イデ」というシステムが登場する。劇中においてイデは自己進化を目的に、人類を高次の知的生命体へと進化させようとする存在として、あたかも試練を課す神のように振る舞い、過去に、そして本編の結末で、その試練を乗り越えられなかった人類を滅亡させてしまう。
評論家の宇野常寛は、イデが人類に要求する高次の知的生命体とは、おそらくはニュータイプ的なものであり、劇中におけるイデのふるまいからそれは明らかであるとし、1979年の『機動戦士ガンダム』から1985年の『機動戦士Ζガンダム』までの間の富野のニュータイプ観の変遷を追う中でイデオンを論じた（#宇野常寛による解釈も参照）。また『機動戦士ガンダムUC』『機動戦士ガンダムNT』のシナリオを手掛けた小説家の福井晴敏は、『イデオン』に登場する、人間の意思に反応し集合無意識を取り込む性質を持った装甲材質「イデオナイト」は、劇中の描写から、富野が監督した1988年の映画『機動戦士ガンダム 逆襲のシャア』を初出とする材質「サイコフレーム」と同一の物質であるとし、ニュータイプとの関連を論じた。
なおガンダムシリーズと『イデオン』のクロスオーバー作品としては、長谷川裕一による1990年の漫画『機動戦士VS伝説巨神 逆襲のギガンティス』がある。『逆襲のギガンティス』の設定では、宇宙世紀シリーズの世界のニュータイプは、150億年前にイデオンの世界を滅ぼしたイデが、人類を「良き力」に目覚めさせるために分け与えた力であるとされている。

### 『聖戦士ダンバイン』
1983年富野が総監督を務めた『聖戦士ダンバイン』は、人間の集合無意識が生み出した剣と魔法の世界「バイストン・ウェル」を舞台としたヒロイックファンタジーものの作品だが、評論家の宇野常寛は、同作に登場する人間の精神力（オーラ力）で駆動するロボット兵器「オーラバトラー」を、オールドタイプである人類にニュータイプ的な能力を付加する拡張身体として読み解けるとした。宇野の解釈によれば、同作にはオールドタイプたる人類がニュータイプ的なかりそめの力を手に入れて現実世界の中で精神を自由に表現できるようになると、それはエゴの肥大化による暴走と衝突という結果を生む、という富野の結論が描かれているとされ、1985年の『機動戦士Ζガンダム』へと続く富野のニュータイプ観の変遷を追う上で重要であるとした。
小説家の福井晴敏は、物語の舞台であるバイストン・ウェルが現実世界の人間の想念に支えられた死後の世界であるという設定に注目し、宇宙世紀の世界でニュータイプたちが垣間見る死後の世界も、同様に現実世界を必要とする両輪のような関係なのではないかという仮説を立て、自身のニュータイプ解釈に取り入れている。「#福井晴敏による解釈」および「#宇宙世紀の世界における死後の世界」も参照。

### 『機動武闘伝Gガンダム』における明鏡止水
『機動武闘伝Gガンダム』における、武闘家が身につける悟りの境地「明鏡止水」は、修業で努力することで身につける能力という特徴には差異があるものの、主人公をパワーアップさせる要素という点ではニュータイプと同様の表現である。

### 『新機動戦記ガンダムW』
『新機動戦記ガンダムW』のアニメ本編には、ニュータイプ、ないしそれに類するような特殊能力者は登場しない。他シリーズでのニュータイプ専用装備に類似した遠隔操作兵器「プラネイトディフェンサー」「モビルドールシステム」も、通常の人間が操っている。ただし主人公機の強さを担保する特殊装備として、戦闘における予測データから未来を予知する「ゼロシステム」という装置が登場し、暴走をもたらすデメリットと引き替えの強さとして描かれた。
漫画版では「ニュータイプ」という単語がはっきり出てきており、ゼクス・マーキスが該当する。ただし、後半ではこの単語は一切使われなくなった。

### 『機動戦士ガンダムSEED』におけるSEED
『機動戦士ガンダムSEED』では、主人公および主要登場人物たちが「SEED」という能力を発現させるが、戦場でのピンチを切り抜ける能力としての使われ方やその演出面は、ニュータイプのアイデアを継承したものと見ることができる。

### 『機動戦士ガンダム00』におけるイノベイター
『機動戦士ガンダム00』に登場する概念「イノベイター」は、GN粒子の作用により(生物学的に)進化した人類の姿とされ、空間認識力や反射能力が高まり、同種の人間との交信能力を持つなど、「ニュータイプ」の発想の延長線上にある存在と言える。

### 『機動戦士ガンダムAGE』におけるXラウンダー
『機動戦士ガンダムAGE』に登場する特殊能力者「Xラウンダー」は、先読みの能力や他人への精神伝達能力、専用の兵器を操作できる、「ニュータイプ」のアイデアを基にした概念と言える。Xラウンダーにはランクがあり、ランクの高い者が弱い者の能力を押さえ込めるという独自のアイデアもみられる。
劇中での言及によれば、Xラウンダーは人類の進化や革新ではなく、退化（先祖帰り）によって獲得される能力とされ、人類が進化によって手放した野性的な能力の再獲得と位置づけられている。